# 小行星23792
小行星23792（23792 Alyssacook）是一颗绕太阳运转的小行星，为主小行星带小行星。该小行星于1998年8月19日发现。

## 轨道参数
小行星23792的轨道半长轴为349 258 075 km，2.3346128 UA，离心率为0.112。